# Нідереффлінген
Нідереффлінген (нім. Niederöfflingen) — громада в Німеччині, розташована в землі Рейнланд-Пфальц. Входить до складу району Бернкастель-Віттліх. Складова частина об'єднання громад Віттліх-Ланд.
Площа — 8,17 км2. Населення становить 413 ос. (станом на 31 грудня 2020).

## Галерея

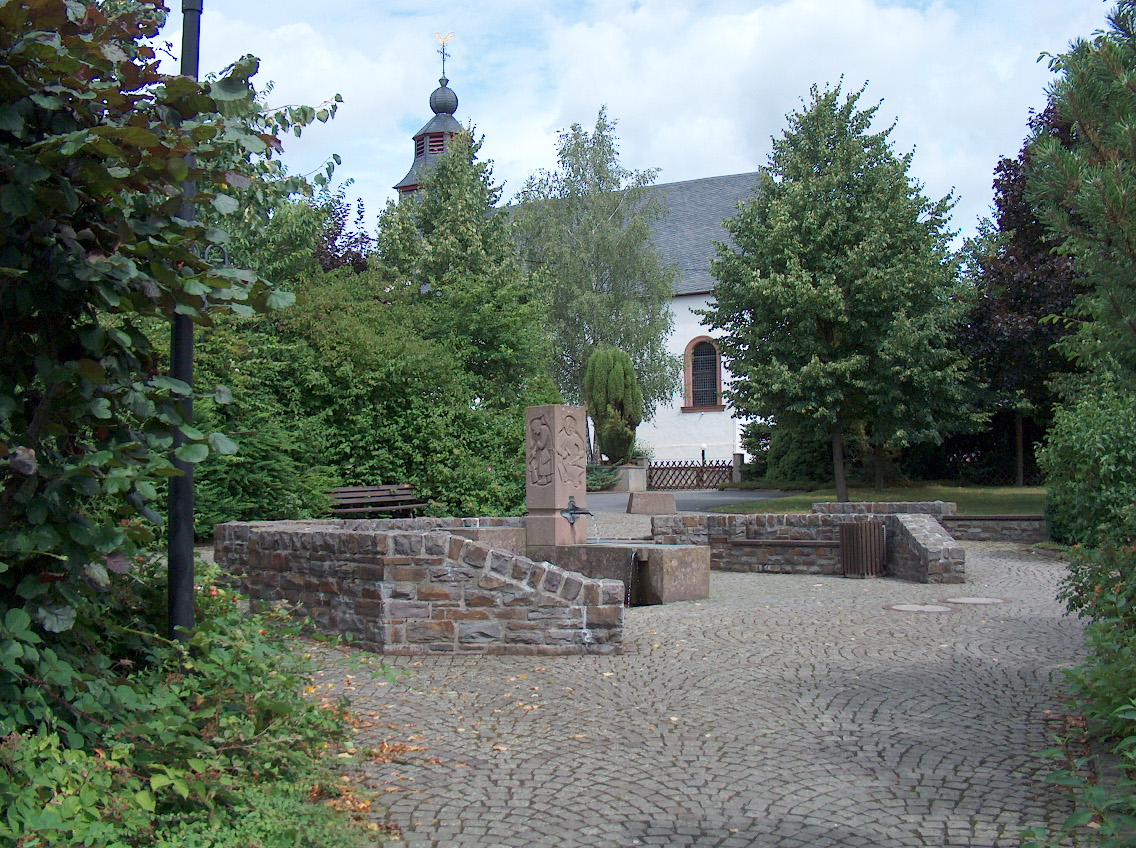
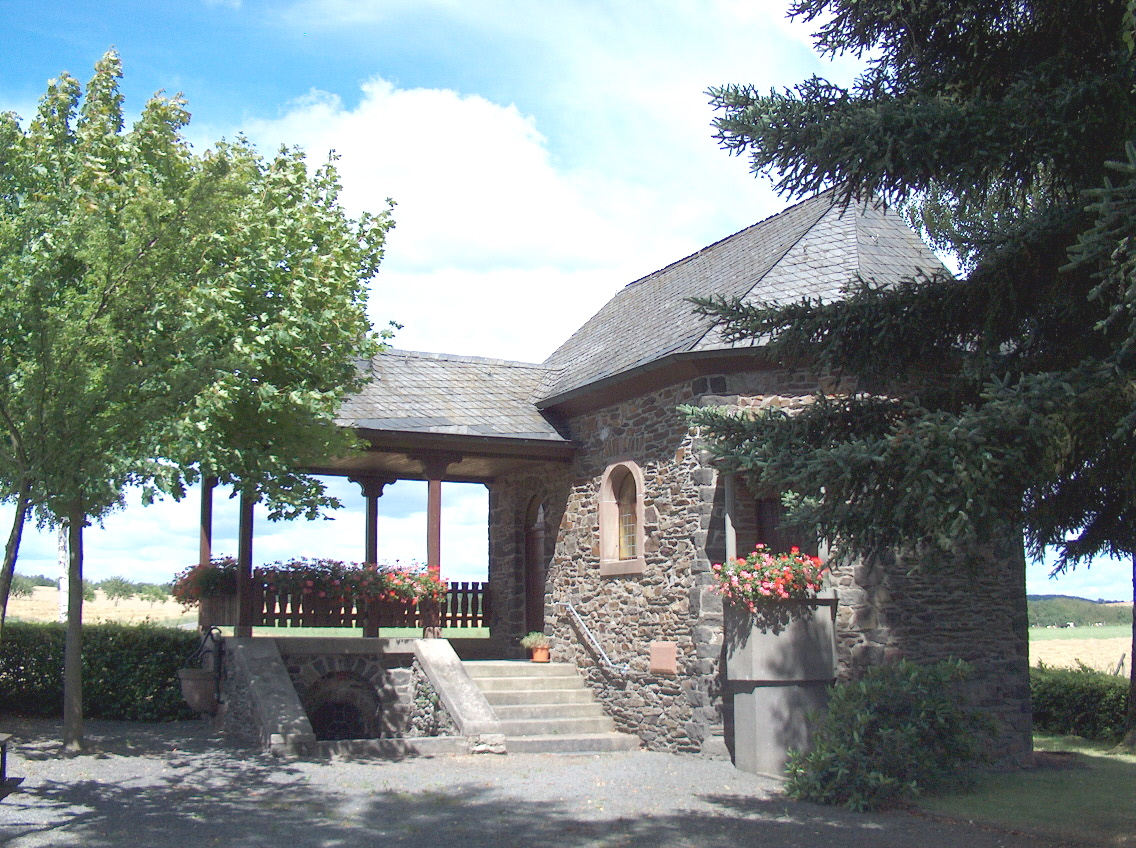